# Alej ke Svaté Anně v Plané
Alej ke Svaté Anně v Plané je pozoruhodná, převážně dvouřadá alej památných stromů, kterou v době vyhlášení v roce 2005 tvořilo pět dubů letních (Quercus robur), devět dubů červených (Quercus rubra), 40 lip malolistých (Tilia cordata), 40 lip velkolistých (Tilia platyphyllos), 29 lip zelených (Tilia euchlora) a dva jírovce maďaly (Aesculus hippocastanum), tedy 125 stromů.
Alej začíná u západního okraje intravilánu města Planá u odbočení ze silnice Planá-Chodová Planá ke kostelu svaté Anny a její celková délka je asi 1,2 km.
V době vyhlášení za památné stromy měly kmeny obvody v rozmezí 69 cm do 484 cm, průměrně 209 cm. Ochrana jedné lípy velkolisté byla zrušena 28. června 2023.
Stromy v aleji byly vyhlášeny za památné v roce 2005 jako krajinné dominanty.

## Stromy v okolí
- Buk u měšťanského pivovaru v Plané
- Týnecká lípa
- Chodovoplánský dub
- Boněnovská lípa
- Lomská borovice
- Jeřáb u Kosího potoka